# استوارت گوردون
استوارت گوردون (انگلیسی: Stuart Gordon؛ زادهٔ ۱۱ اوت ۱۹۴۷) کارگردان و فیلم‌نامه‌نویس اهل ایالات متحده آمریکا است.
از جمله آثار او می‌توان به عزیزم، بچه‌ها را کوچک کردم و احیاگر (۱۹۸۵) اشاره کرد.